# Wereldranglijst
Wereldranglijsten worden opgemaakt op basis van prestatie- en succescriteria, wereldwijde lijsten van personen of groepen mensen, meestal atleten of sportteams. Rangordecriteria zijn meestal prestaties, plaatsingen of overwinningen in internationale competities en toernooien.

## In de sport

### Hoe opgesteld
De criteria kunnen worden bepaald door een wereldwijd erkend orgaan, bijvoorbeeld door een internationale sportfederatie. In de evaluatie worden vaak alleen de prestaties uit een specifieke periode geëvalueerd. Bijvoorbeeld die van de afgelopen zes maanden (halfjaarlijkse ranglijsten), twaalf maanden (jaarlijkse ranglijst) of zelfs vier jaar (FIFA-wereldranglijst met weging van afzonderlijke jaren). Er zijn andere varianten, zoals een aller tijden-wereldranglijst, die betrekking heeft op de hele geschiedenis van de competities in kwestie.

### Soorten ranglijsten
Lange tijd waren er alleen wereldranglijsten in individuele sporten. De bekendste is waarschijnlijk de tennis-wereldranglijst, maar er zijn ook een wereldranglijsten voor golf en badminton, en ook in boksen en schaken zijn wereldranglijsten al lang bekend. Ook voor exotischere sporten zijn er wereldranglijsten, zoals tafelhockey en domino. Ook teamsporten hebben een wereldranglijst, zoals voetbal voor clubs en nationale teams.

### In competities
Wereldranglijsten worden gebruikt om de start- of eindvolgorde te bepalen in internationale competities. Tijdens het wereldkampioenschap voetbal zal de FIFA World Ranking worden meegenomen in de samenstelling van de groepen. Van 1984 tot 2004 was de UCI-wereldranglijst cruciaal voor de startplaatsen van de teams in het wielrennen op de weg.